# Шою-Мару (853)
Шою-Мару (853) (Shoyu Maru) — транспортне судно, яке під час Другої світової війни брало участь у операціях японських збройних сил на Тихому океані.
«Шою-Мару» спорудили в 1943 році на верфі Nakata Zosensho в Осаці для компанії Towa Kisen.
Майже одразу після завершення, в листопаді 1940-го, судно реквізували для потреб Імперської армії Японії. 
17 – 24 листопада 1943-го «Шою-Мару» прослідувало в конвої № 8175 з Палау (великий транспортний хаб на заході Каролінських островів) на атол Трук (тут знаходилась головна база японського флоту в Океанії). 1 – 7 грудня судно пройшло назад на Палау в конвої № 7014, а 13 – 23 грудня прослідувало звіди до Балікпапану (центр нафтовидобутку на східному узбережжі острова Борнео) в конвої № 2515.
14 – 21 січня 1945-го «Шою-Мару» здійснило рейс в конвої з Сурабаї (головна база на сході острова Ява) до Макассару (південно-західний півострів острова Сулавесі).
4 березня 1945-го «Шою-Мару» вийшло з Сурабаї у ще одному конвої до Макассару. Незадовго до завершення тієї ж доби конвой атакував американський підводний човен USS Sea Robin, що спершу потопив транспорт «Маньо-Мару». За сім годин по тому, коли вже наближався ранок 5 березня, субмарина випустила три торпедо по «Шою-Мару», одна з яких потрапила у ціль та потопила судно, загинуло 13 членів екіпажу (невдовзі Sea Robin потопив і переобладнаний сітьовий загороджувач «Нагара-Мару» зі складу того ж конвою).